# Kaohsiung

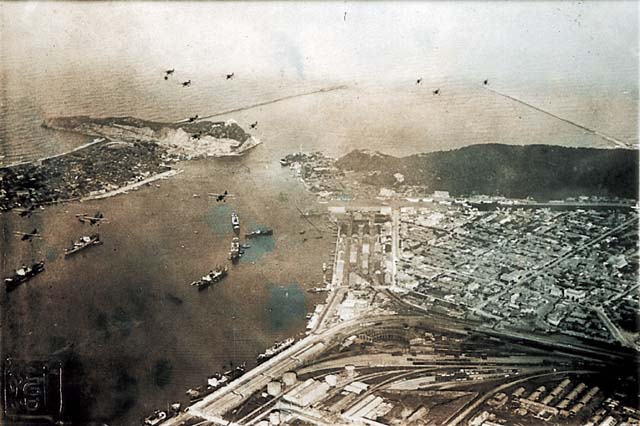
De haven in 1938

Kaohsiung of Gaoxiong (Chinees: 高雄; pinyin: Gāoxióng) is een stad en stadsprovincie in het zuiden van Taiwan. De stad Kaohsiung is ook de op een na grootste stad in Taiwan, met een bevolking van ongeveer 2,7 miljoen. Als een van de vijf direct-gecontroleerde gemeenten onder het bestuur van de Republiek China is de stad Kaohsiung een gebied met dezelfde status als een provincie. De stad is verder verdeeld in 38 districten.

## Geschiedenis
In de 16e eeuw was het een vissersdorp. In 1624 werd de Verenigde Oostindische Compagnie (VOC) op het eiland actief, ze noemden het Nederlands Formosa. In februari 1662 werden de Nederlanders verdreven door de Chinees Koxinga.
Na de Tweede Opiumoorlog (1856-1860) werd de haven opengesteld voor de internationale handel. In 1863 werd een douanekantoor geopend. China's nederlaag in de Eerste Chinees-Japanse Oorlog leidde tot de overdracht van Taiwan aan Japan in 1895. Taiwan werd een Japanse kolonie. Japan besteedde veel aandacht aan het verhogen van de landbouwproductie, maar ook aan de verbetering van de infrastructuur. Spoorwegen, wegen en havens, waaronder die van Kaohsiung, werden aangelegd en verbeterd. De haven werd stapsgewijs vergroot om het toenemende ladingaanbod te verwerken. In 1937 brak de Tweede Chinees-Japanse Oorlog uit en werd de haven ook door het leger intensief gebruikt. Er werd in die periode rond de 3 miljoen ton aan vracht per jaar overgeslagen.
Eind 1944 kwam de stad en haven binnen het bereik van de geallieerde bommenwerpers. Op 15 augustus 1945 gaf Japan zich over, maar in een poging de geallieerde opmars te vertragen werden de havenfaciliteiten vernietigd en de haveningang geblokkeerd met gezonken schepen. De oorlog had de stad en haven van Kaohsiung grotendeels verwoest. In 1945 kwam Taiwan weer in Chinese handen. Er werd begonnen met het herstel van de haven, een langjarig proces dat tot 1955 duurde. In 1960 kwam de eerste containerterminal gereed. Er waren ligplaatsen voor vier schepen en op het 10 hectare grote terrein konden 2500 containers tijdelijk worden opgeslagen. 

## Klimaat
Kaohsiung ligt ongeveer op de Kreeftskeerkring. het heeft een tropisch savanneklimaat, volgens de klimaatclassificatie van Köppen Aw, met maandelijkse gemiddelde temperaturen tussen 20 en 29°C. De bergketen ten noordoosten van de stad blokkeert de koele noordoostenwind. De gemiddelde jaarlijkse neerslag is zo'n 1885 millimeter waarbij de meeste regen in de zomer valt, vanaf juni tot en met augustus.

## Transport
Kaohsiung ligt aan de Zuid-Chinese Zee en beschikt over de belangrijkste haven van het land. Deze is onder meer belangrijk op het gebied van ruwe olie, die door de lokale industrie verwerkt wordt. Een groot deel van de handel van Taiwan verloopt via deze haven, de stad kent een diverse en exportgerichte economie. De overslag van containers bedroeg in 2007 zo'n 10 miljoen stuks (TEU), ongeveer evenveel als de haven van Rotterdam. 
De stad heeft geen zeggenschap over de haven, deze staat onder directe controle van de nationale regering. Het ministerie heeft het beheer van alle grote havens ondergebracht bij de Taiwan International Ports Corperation. 
In het zuiden van de stad bevindt zich de luchthaven van Kaohsiung. Kaohsiung vormt een knooppunt van spoorwegen. De westelijke spoorlijn van Taiwan heeft er zijn eindpunt, evenals de parallel verlopende hogesnelheidslijn richting Taipei. De Pingtung-lijn verbindt Koahsiung met het zuiden. Sinds 2008 heeft de stad beschikking over een eigen metrostelsel, dat bestaat uit twee lijnen.

## Sport
Van 16 tot en met 26 juli 2009 vond de achtste editie van de Wereldspelen plaats in Kaohsiung.

## Bezienswaardigheden
- Fo Guang Shan Boeddhamuseum met de Grote Boeddha van Fo Guang
- Grote Boeddha van Great Buddha Land en het Fo Guang Shanklooster
- Kaohsiung National Center for the Arts, modern complex ontworpen door Francine Houben

## Stedenbanden
- Cebu City (Filipijnen)
- Honolulu (Verenigde Staten)
- Seattle (Verenigde Staten)